# Wettringen (Bajorország)
Wettringen település Németországban, azon belül Bajorországban. Lakosainak száma 996 fő (2023. december 31.).

## Népesség
A település népessége az elmúlt években az alábbi módon változott:
| Lakosok száma | 695  | 833  | 619  | 886  | 953  | 982  | 1016 | 1022 | 994  | 996  |
|               | 1875 | 1950 | 1975 | 1987 | 2012 | 2014 | 2016 | 2017 | 2021 | 2023 |